# Spermatogenes
Spermatogenes är den process i vilken de manliga könscellerna differentieras från stamceller till färdiga spermier. Man brukar dela in spermatogenesen i tre stadier: spermatocytogenes, meios och spermiogenes.
Adolph von La Valette-St. George var en framstående forskare inom spermatogenes.

## Spermatocytogenes

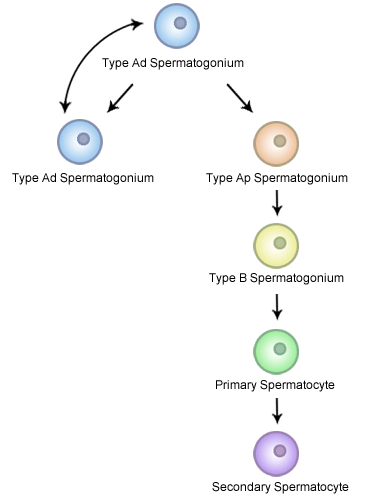

Den stora majoriteten av alla celldelningar är mitos, där en cell delar sig och blir två celler av mycket likartad natur. Ibland delar sig cellen till fyra dotterceller som innehåller hälften så mycket genetiskt material som modercellen. Det heter meios. 
Spermatocyteogenes är den speciella varianten av mitos som producerar en cell som kommer att genomgå meios och en cell som kommer att genomgå spermatocytogenes. Spermatogonier delar sig genom mitos till att bilda spermatocyter. Det finns två huvudtyper av spermatogonier Typ A och B. Typ A kan ersätta sig själva medan typ B fortsätter in i meiosen. Spermatogonier binder till basalmembranet och har rund eller oval kärna.

## Meios
Spermatocyterna kallas primära under första delen av meiosen (Meios I) och kallas sedermera sekundära i den följande reduktionsdelningen (Meios II). Den första delen är mycket längre än den betydligt kortare andra delen vilket leder till att det är mycket lättare att observera primära spermatocyter. 

## Spermiogenes
Efter meiosen så kallas cellerna spermatider och de mognar i testiklarna och bitestiklarna där de genomgår metamorfos och utvecklas till den färdiga spermien (spermatozoa).